# Yoshitada Yamaguchi
Yoshitada Yamaguchi (山口 芳忠, Yamaguchi Yoshitada, Fujieda, 28 september 1944) is een Japans voormalig voetballer die als verdediger speelde.

## Clubcarrière
In 1963 ging Yamaguchi naar de Chuo University, waar hij in het schoolteam voetbalde. Nadat hij in 1967 afstudeerde, ging Yamaguchi spelen voor Hitachi. Met deze club werd hij in 1972 kampioen van Japan. Yamaguchi veroverde er in 1972 en 1975 de Beker van de keizer. In 9 jaar speelde hij er 121 competitiewedstrijden en scoorde 15 goals. Yamaguchi beëindigde zijn spelersloopbaan in 1975.

## Japans voetbalelftal
Yoshitada Yamaguchi debuteerde in 1964 in het Japans nationaal elftal en speelde 49 interlands.

## Statistieken
| Japans voetbalelftal | Japans voetbalelftal | Japans voetbalelftal |
| Jaar                 | Wed.                 | Dlp.                 |
| -------------------- | -------------------- | -------------------- |
| 1964                 | 1                    | 0                    |
| 1965                 | 4                    | 0                    |
| 1966                 | 7                    | 0                    |
| 1967                 | 4                    | 0                    |
| 1968                 | 3                    | 0                    |
| 1969                 | 4                    | 0                    |
| 1970                 | 12                   | 0                    |
| 1971                 | 6                    | 0                    |
| 1972                 | 5                    | 0                    |
| 1973                 | 3                    | 0                    |
| Totaal               | 49                   | 0                    |